# Singulari nos
Singulari Nos je papeška okrožnica (enciklika), ki jo je napisal papež Gregor XVI. leta 1834.
Okrožnica, ki je nadaljevanje Mirari Vos iz leta 1832, je predvsem namenjena obsodbi francoskega duhovnika Jeana Baptista de Lammenaisa in njegovih idej.